# Calcio Leffe 1993-1994
Questa voce raccoglie le informazioni riguardanti il Calcio Leffe nelle competizioni ufficiali della stagione 1993-1994.

## Rosa
| N. |                   | Ruolo | Calciatore          |
| -- | ----------------- | ----- | ------------------- |
|    | Italia (bandiera) | C     | Valentino Angeloni  |
|    | Italia (bandiera) | C     | Claudio Balesini    |
|    | Italia (bandiera) | C     | Sergio Belotti      |
|    | Italia (bandiera) | P     | Nadir Brocchi       |
|    | Italia (bandiera) | C     | Matteo Capecchi     |
|    | Italia (bandiera) | D     | Riccardo Chechi     |
|    | Italia (bandiera) | P     | Silvio Cortinovis   |
|    | Italia (bandiera) | A     | Simone Erba         |
|    | Italia (bandiera) | C     | Piero Ferraresso    |
|    | Italia (bandiera) | A     | Giorgio Gatti       |
|    | Italia (bandiera) | A     | Stefano Ghirardello |

| N. |                   | Ruolo | Calciatore               |
| -- | ----------------- | ----- | ------------------------ |
|    | Italia (bandiera) | D     | Ivanoe Lanzara           |
|    | Italia (bandiera) | C     | Luca Lomi                |
|    | Italia (bandiera) | A     | Massimiliano Maffioletti |
|    | Italia (bandiera) | C     | Giacomo Mignani          |
|    | Italia (bandiera) | C     | Fabrizio Pezzoli         |
|    | Italia (bandiera) | C     | Massimo Provvido         |
|    | Italia (bandiera) | D     | Luigi Russo              |
|    | Italia (bandiera) | C     | Damiano Sironi           |
|    | Italia (bandiera) | D     | Luca Tallandini          |
|    | Italia (bandiera) | A     | Andrea Zucco             |

## Risultati

### Campionato

#### Girone di andata
| 12 settembre 1993 1ª giornata | Leffe | 1 – 0 | Prato |  |

| 19 settembre 1993 2ª giornata | Pistoiese | 1 – 2 | Leffe |  |

| 26 settembre 1993 3ª giornata | Leffe | 0 – 0 | Chievo |  |

| 3 ottobre 1993 4ª giornata | Carrarese | 1 – 1 | Leffe |  |

| 10 ottobre 1993 5ª giornata | Mantova | 2 – 1 | Leffe |  |

| 17 ottobre 1993 6ª giornata | Leffe | 0 – 1 | Empoli |  |

| 24 ottobre 1993 7ª giornata | SPAL | 2 – 0 | Leffe |  |

| 31 ottobre 1993 8ª giornata | Leffe | 1 – 1 | Massese |  |

| 7 novembre 1993 9ª giornata | Pro Sesto | 3 – 1 | Leffe |  |

| 14 novembre 1993 10ª giornata | Leffe | 2 – 2 | Palazzolo |  |

| 21 novembre 1993 11ª giornata | Leffe | 2 – 0 | Bologna |  |

| 28 novembre 1993 12ª giornata | Spezia | 0 – 0 | Leffe |  |

| 5 dicembre 1993 13ª giornata | Leffe | 1 – 1 | Carpi |  |

| 12 dicembre 1993 14ª giornata | Alessandria | 1 – 1 | Leffe |  |

| 19 dicembre 1993 15ª giornata | Triestina | 2 – 3 | Leffe |  |

| 24 dicembre 1993 16ª giornata | Leffe | 0 – 0 | Fiorenzuola |  |

| 16 gennaio 1994 17ª giornata | Como | 0 – 0 | Leffe |  |

#### Girone di ritorno
| 23 gennaio 1994 18ª giornata | Prato | 1 – 1 | Leffe |  |

| 30 gennaio 1994 19ª giornata | Leffe | 1 – 2 | Pistoiese |  |

| 6 febbraio 1994 20ª giornata | Chievo | 1 – 0 | Leffe |  |

| 13 febbraio 1994 21ª giornata | Leffe | 1 – 1 | Carrarese |  |

| 20 febbraio 1994 22ª giornata | Leffe | 1 – 2 | Mantova |  |

| 6 marzo 1994 23ª giornata | Empoli | 1 – 1 | Leffe |  |

| 13 marzo 1994 24ª giornata | Leffe | 1 – 2 | SPAL |  |

| 20 marzo 1994 25ª giornata | Massese | 1 – 2 | Leffe |  |

| 27 marzo 1994 26ª giornata | Leffe | 2 – 0 | Pro Sesto |  |

| 10 aprile 1994 27ª giornata | Palazzolo | 1 – 2 | Leffe |  |

| 17 aprile 1994 28ª giornata | Bologna | 1 – 0 | Leffe |  |

| 24 aprile 1994 29ª giornata | Leffe | 5 – 2 | Spezia |  |

| 1º maggio 1994 30ª giornata | Carpi | 1 – 2 | Leffe |  |

| 8 maggio 1994 31ª giornata | Leffe | 1 – 1 | Alessandria |  |

| 15 maggio 1994 32ª giornata | Leffe | 1 – 1 | Triestina |  |

| 22 maggio 1994 33ª giornata | Fiorenzuola | 1 – 0 | Leffe |  |

| 29 maggio 1994 34ª giornata | Leffe | 2 – 0 | Como |  |